# Beugny
Cet article possède des paronymes, voir Bégny et Bugny.
Beugny est une commune française située dans le département du Pas-de-Calais en région Hauts-de-France. Ses habitants sont appelés les Beugnois. La commune est membre de la communauté de communes du Sud-Artois.

## Géographie

### Localisation
Localisée dans le sud-est du département du Pas-de-Calais, la commune de Beugny se situe à 7 km à l'est de Bapaume, son aire d'attraction, et à 24 km au sud d'Arras (chef-lieu d'arrondissement),.
Le territoire de la commune est limitrophe de ceux de six communes.
Les communes limitrophes sont Morchies, Lebucquière, Vaulx-Vraucourt, Beaumetz-lès-Cambrai, Frémicourt et Haplincourt.

### Géologie et relief
La superficie de la commune est de 5,83 km2 ; son altitude varie de 99  à   127 mètres.

### Hydrographie
Le territoire de la commune est situé dans le bassin Artois-Picardie. Elle n'est drainée par aucun cours d'eau,.

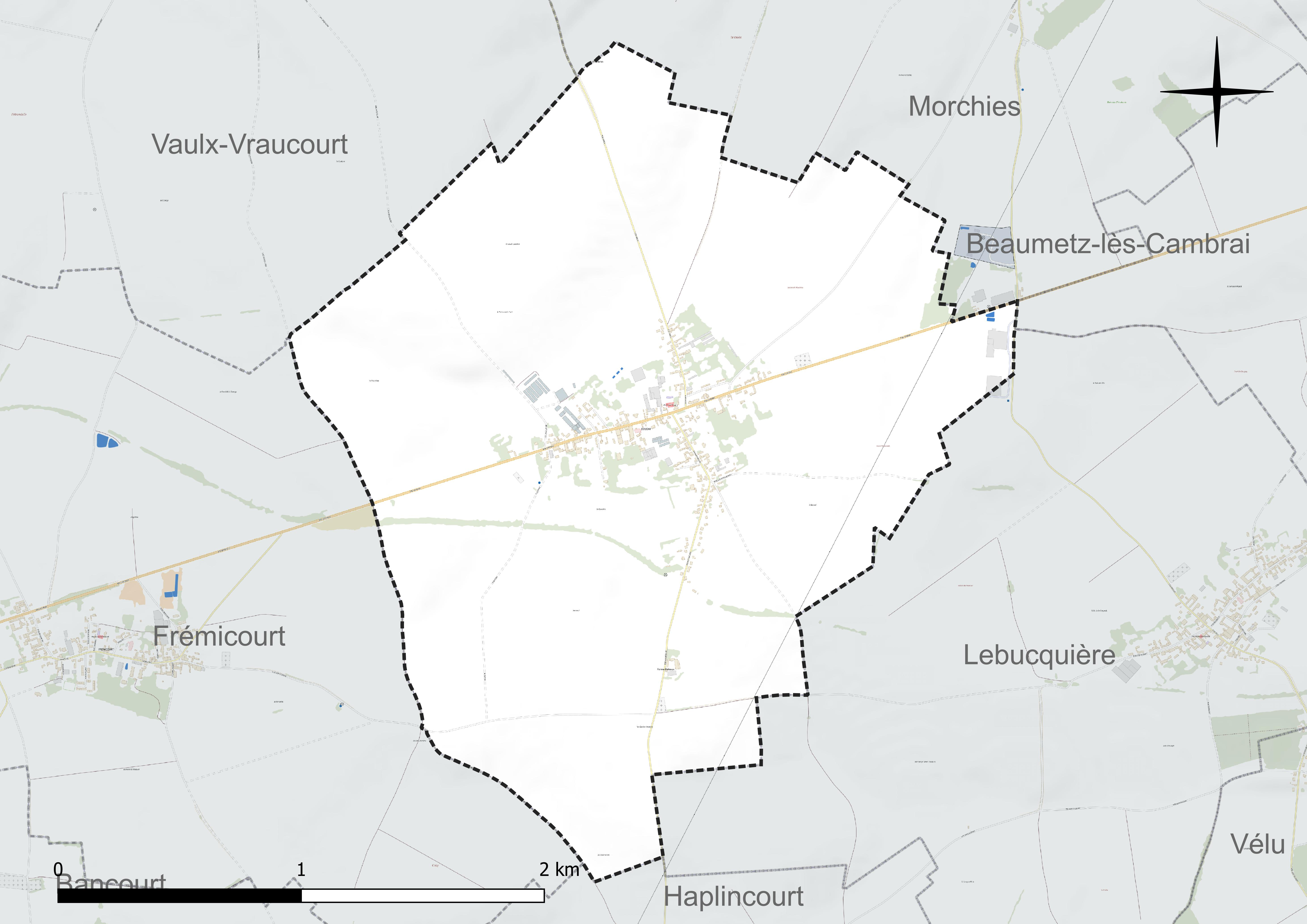
Réseau hydrographique de Beugny.

### Climat
Pour des articles plus généraux, voir Climat des Hauts-de-France et Climat du Nord-Pas-de-Calais.
En 2010, le climat de la commune est de type climat océanique dégradé des plaines du Centre et du Nord, selon une étude du CNRS s'appuyant sur une série de données couvrant la période 1971-2000. En 2020, Météo-France publie une typologie des climats de la France métropolitaine dans laquelle la commune est exposée à un climat océanique et est dans la région climatique Nord-est du bassin Parisien, caractérisée par un ensoleillement médiocre, une pluviométrie moyenne régulièrement répartie au cours de l'année et un hiver froid (3 °C).
Pour la période 1971-2000, la température annuelle moyenne est de 10,1 °C, avec une amplitude thermique annuelle de 14,4 °C. Le cumul annuel moyen de précipitations est de 750 mm, avec 11,9 jours de précipitations en janvier et 9,1 jours en juillet. Pour la période 1991-2020, la température moyenne annuelle observée sur la station météorologique la plus proche, située sur la commune de Wancourt à 15 km à vol d'oiseau, est de 10,8 °C et le cumul annuel moyen de précipitations est de 711,4 mm,. Pour l'avenir, les paramètres climatiques de la commune estimés pour 2050 selon différents scénarios d'émission de gaz à effet de serre sont consultables sur un site dédié publié par Météo-France en novembre 2022.
Pour un article plus général, voir Paysage en France.
La commune s'inscrit dans les « paysages des grandes plaines arrageoises et cambrésiennes » tels qu'ils sont définis dans l'atlas de paysages de la région Nord-Pas-de-Calais, conçu par la direction régionale de l'Environnement, de l'Aménagement et du Logement (DREAL),.
Ces « paysages des grandes plaines arrageoises et cambrésiennes », qui concernent 238 communes, sont constitués de 80,36 % de cultures, de 8,01 % d'espaces artificialisés avec les communes principales de Cambrai, Caudry, Bapaume et Avesnes-le-Comte, de 7,25 % de prairies naturelles, permanentes, de 3,19 % de forêts et de milieux semi-naturels, 0,77 % de friches industrielles, de 0,38 % de cours d'eau et plan d'eau et de 0,04 % d’espaces industriels. Ces paysages sont dominés par les « grandes cultures » de céréales et de betteraves industrielles qui représentent 70 % de la surface agricole utilisée (SAU).

## Urbanisme

### Typologie
Au 1er janvier 2024, Beugny est catégorisée commune rurale à habitat dispersé, selon la nouvelle grille communale de densité à sept niveaux définie par l'Insee en 2022.
Elle est située hors unité urbaine. Par ailleurs la commune fait partie de l'aire d'attraction de Bapaume, dont elle est une commune de la couronne,. Cette aire, qui regroupe 21 communes, est catégorisée dans les aires de moins de 50 000 habitants,.

### Occupation des sols
L'occupation des sols de la commune, telle qu'elle ressort de la base de données européenne d'occupation biophysique des sols Corine Land Cover (CLC), est marquée par l'importance des territoires agricoles (91,9 % en 2018), en diminution par rapport à 1990 (93,8 %). La répartition détaillée en 2018 est la suivante : 
terres arables (91,9 %), zones urbanisées (8,1 %). L'évolution de l'occupation des sols de la commune et de ses infrastructures peut être observée sur les différentes représentations cartographiques du territoire : la carte de Cassini (XVIIIe siècle), la carte d'état-major (1820-1866) et les cartes ou photos aériennes de l'IGN pour la période actuelle (1950 à aujourd'hui).

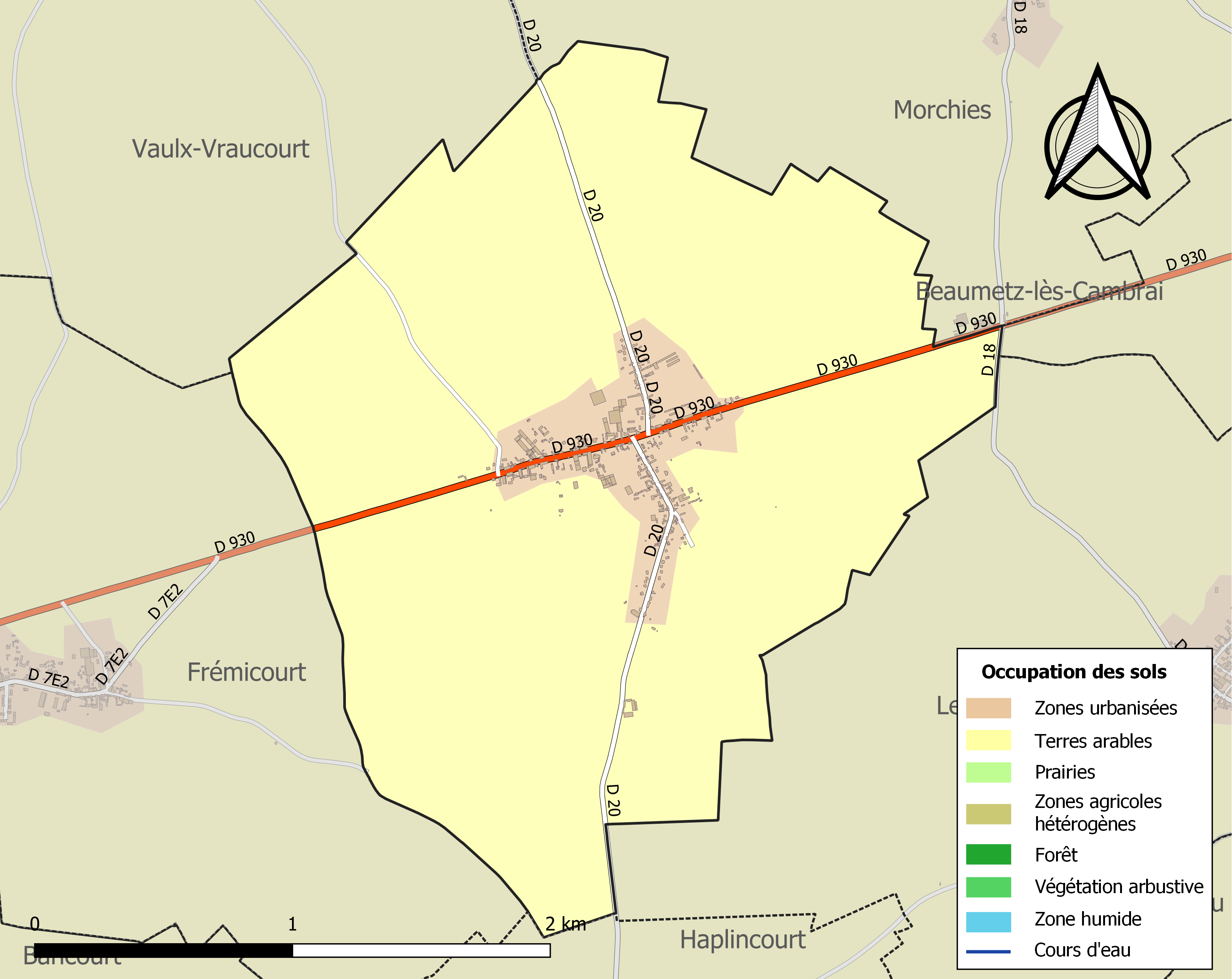
Carte des infrastructures et de l'occupation des sols de la commune en 2018 (CLC).

### Voies de communication et transports

#### Voies de communication
La commune est desservie par les routes départementales D 20 et la D 930, reliant Cambrai et Bapaume, et se situe à 6 km de la sortie no 14 de l'autoroute A1 reliant Paris à Lille.

#### Transport ferroviaire
La commune se trouve à 23 km  de la gare d'Arras, située sur la ligne de Paris-Nord à Lille, desservie par des TGV inOui et des trains régionaux du réseau TER Hauts-de-France.
La commune disposait d'une gare située sur la ligne d'Achiet à Marcoing. Cette ligne a été exploitée de 1871 à 1969.

## Toponymie
Le nom de la localité est attesté sous les formes Buinies (1202), Buisnies (1212), Buignies (1230), Bunnies (XIIe siècle), Buingnies (1310), Boegny (1336), Buny-en-le-Gohelle (1375), Bugniez (1499), Buignyes (1515), Bugny (XVIIIe siècle), Beugnies en 1793 et Beugny depuis 1801.

## Histoire
Beugny possède des archives paroissiales depuis l'an 1651. Auparavant, il ne faisait pas partie du royaume de France (Bapaume, la ville la plus proche, capitule en 1641).
Beugny a donné son nom à une famille reconnue noble au XVIIIe siècle.
La commune est décorée de la croix de guerre 1914-1918 par décret du 23 septembre 1920, distinction également attribuée à 276 autres communes du Pas-de-Calais.

## Politique et administration

### Découpage territorial
La commune se trouve dans l'arrondissement d'Arras du département du Pas-de-Calais depuis 1801.

#### Commune et intercommunalités
La commune est membre de la communauté de communes du Sud-Artois qui regroupe 64 communes et totalise 27 059 habitants en 2021.

#### Circonscriptions administratives
La commune était rattachée au canton de Rocquigny en 1793, puis au canton de Bertincourt de 1801 à 2014 puis au canton de Bapaume.

#### Circonscriptions électorales
Pour l'élection des députés, la commune fait partie de la première circonscription du Pas-de-Calais.

### Élections municipales et communautaires

#### Liste des maires
| Période                                  | Période                      | Identité           | Étiquette | Qualité                                                         |
| ---------------------------------------- | ---------------------------- | ------------------ | --------- | --------------------------------------------------------------- |
| Les données manquantes sont à compléter. |                              |                    |           |                                                                 |
| mars 1995                                |                              | Jacques Brusset    |           |                                                                 |
| mars 2008                                | En cours (au 1 février 2022) | Jean-Claude Mayeux |           | Réélu pour le mandat 2014-2020, Réélu pour le mandat 2020-2026, |

## Équipements et services publics

### Justice, sécurité, secours et défense
La commune dépend du tribunal judiciaire d'Arras, du conseil de prud'hommes d'Arras, de la cour d'appel de Douai, du tribunal de commerce d'Arras, du tribunal administratif de Lille, de la cour administrative d'appel de Douai et du tribunal pour enfants d'Arras.

## Population et société

### Démographie
Les habitants de la commune sont appelés les Beugnois.

#### Évolution démographique
L'évolution du nombre d'habitants est connue à travers les recensements de la population effectués dans la commune depuis 1793. Pour les communes de moins de 10 000 habitants, une enquête de recensement portant sur toute la population est réalisée tous les cinq ans, les populations de référence des années intermédiaires étant quant à elles estimées par interpolation ou extrapolation. Pour la commune, le premier recensement exhaustif entrant dans le cadre du nouveau dispositif a été réalisé en 2004.

En 2022, la commune comptait 353 habitants, en évolution de −8,55 % par rapport à 2016 (Pas-de-Calais : −0,72 %, France hors Mayotte : +2,11 %).
| 1793 | 1800 | 1806 | 1821 | 1831 | 1836 | 1841 | 1846 | 1851 |
| ---- | ---- | ---- | ---- | ---- | ---- | ---- | ---- | ---- |
| 728  | 673  | 645  | 751  | 809  | 838  | 838  | 862  | 839  |

| 1856 | 1861 | 1866 | 1872 | 1876 | 1881 | 1886 | 1891 | 1896 |
| ---- | ---- | ---- | ---- | ---- | ---- | ---- | ---- | ---- |
| 815  | 812  | 824  | 775  | 782  | 719  | 704  | 664  | 671  |

| 1901 | 1906 | 1911 | 1921 | 1926 | 1931 | 1936 | 1946 | 1954 |
| ---- | ---- | ---- | ---- | ---- | ---- | ---- | ---- | ---- |
| 656  | 616  | 558  | 473  | 526  | 471  | 477  | 421  | 386  |

| 1962 | 1968 | 1975 | 1982 | 1990 | 1999 | 2004 | 2006 | 2009 |
| ---- | ---- | ---- | ---- | ---- | ---- | ---- | ---- | ---- |
| 402  | 354  | 360  | 300  | 319  | 319  | 317  | 312  | 362  |

| 2014 | 2019 | 2022 | - | - | - | - | - | - |
| ---- | ---- | ---- | - | - | - | - | - | - |
| 380  | 357  | 353  | - | - | - | - | - | - |

#### Pyramide des âges
En 2018, le taux de personnes d'un âge inférieur à 30 ans s'élève à 36,4 %, soit en dessous de la moyenne départementale (36,7 %). De même, le taux de personnes d'âge supérieur à 60 ans est de 24,7 % la même année, alors qu'il est de 24,9 % au niveau départemental.
En 2018, la commune comptait 181 hommes pour 186 femmes, soit un taux de 50,68 % de femmes, légèrement inférieur au taux départemental (51,5 %).
Les pyramides des âges de la commune et du département s'établissent comme suit.
| Hommes | Classe d’âge | Femmes |
| ------ | ------------ | ------ |
| 0,6    | 90 ou +      | 0,6    |
| 6,8    | 75-89 ans    | 9,9    |
| 15,3   | 60-74 ans    | 16,0   |
| 19,3   | 45-59 ans    | 20,4   |
| 21,0   | 30-44 ans    | 17,1   |
| 17,0   | 15-29 ans    | 17,1   |
| 19,9   | 0-14 ans     | 18,8   |

| Hommes | Classe d’âge | Femmes |
| ------ | ------------ | ------ |
| 0,5    | 90 ou +      | 1,6    |
| 5,6    | 75-89 ans    | 8,9    |
| 16,7   | 60-74 ans    | 18,1   |
| 20,2   | 45-59 ans    | 19,2   |
| 18,9   | 30-44 ans    | 18,1   |
| 18,2   | 15-29 ans    | 16,2   |
| 19,9   | 0-14 ans     | 17,9   |

## Culture locale et patrimoine

### Lieux et monuments
- L'église Saint-Géry.
- Le monument aux morts[35].
- Le cimetière britannique de la ferme Delsaux
- Le cimetière britannique Red Cross Corner
- Beugny churchyard and german extension[36].
- Beugny German cemetery[36].
- L'ancienne gare de la ligne d'Achiet à Marcoing.

### Galerie

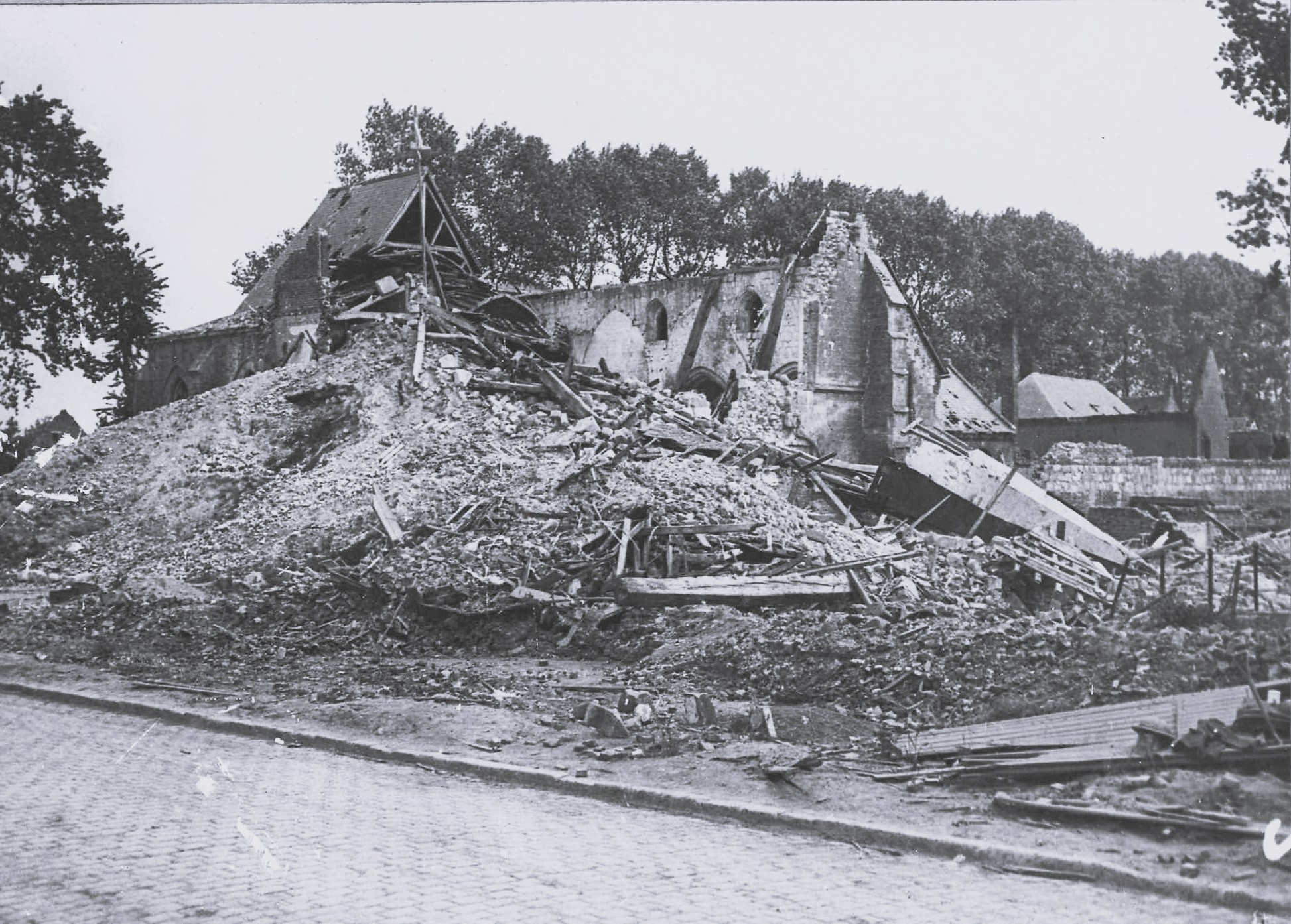
Ruines de l'église dynamitées par les Allemands en mars 1917.
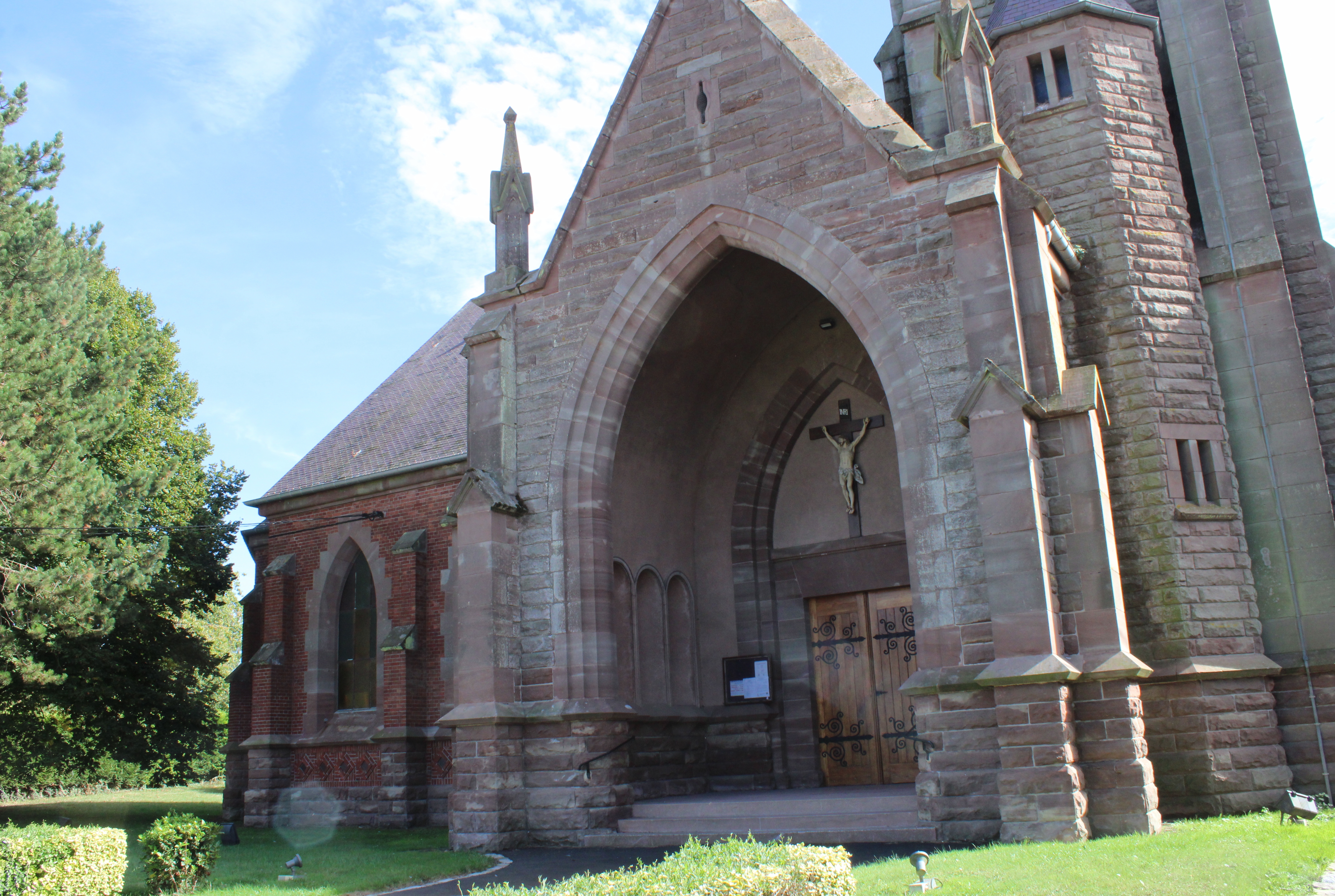
L'église Saint-Géry reconstruite dans les années 1920.
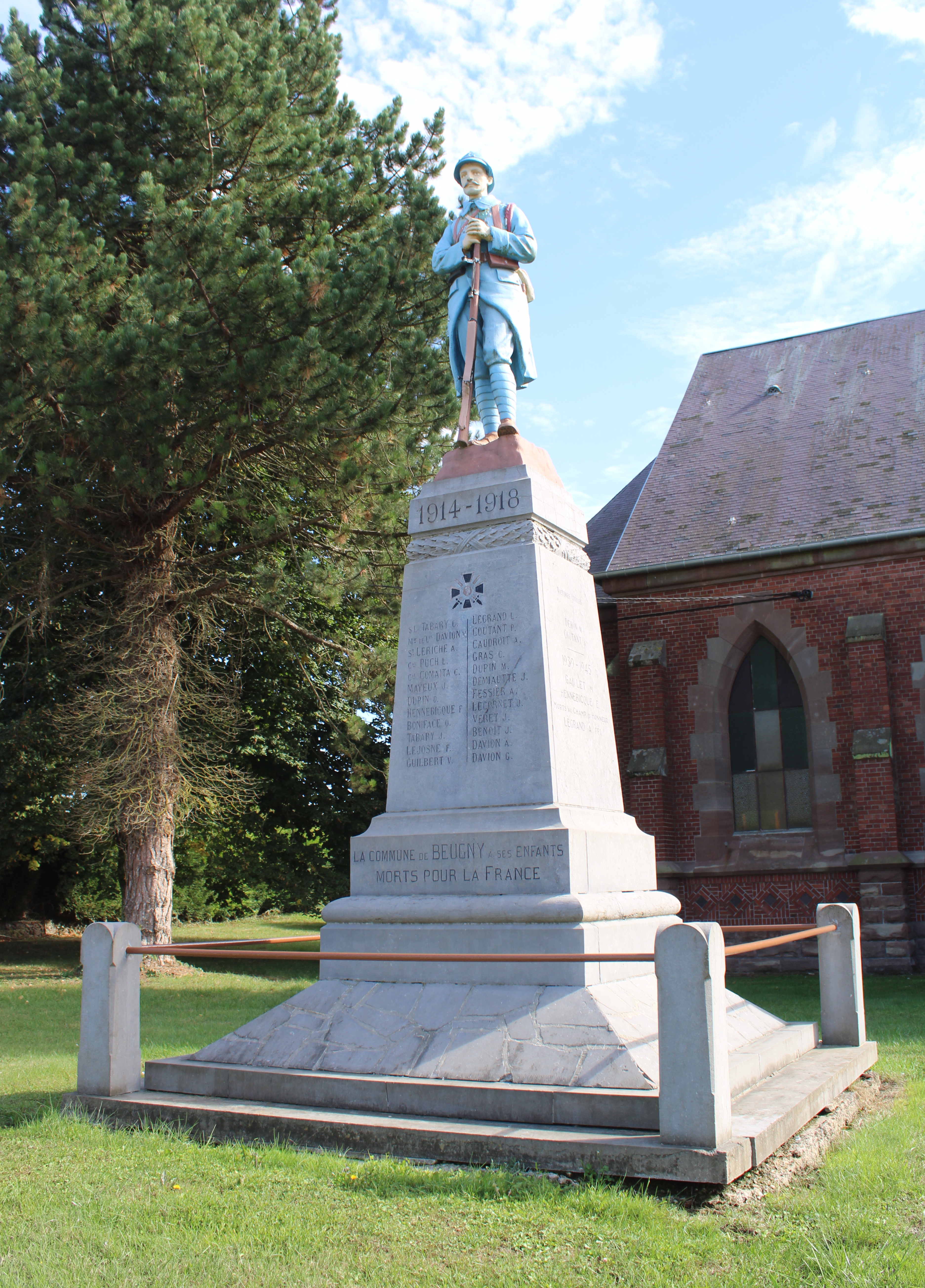
Le monument aux morts.
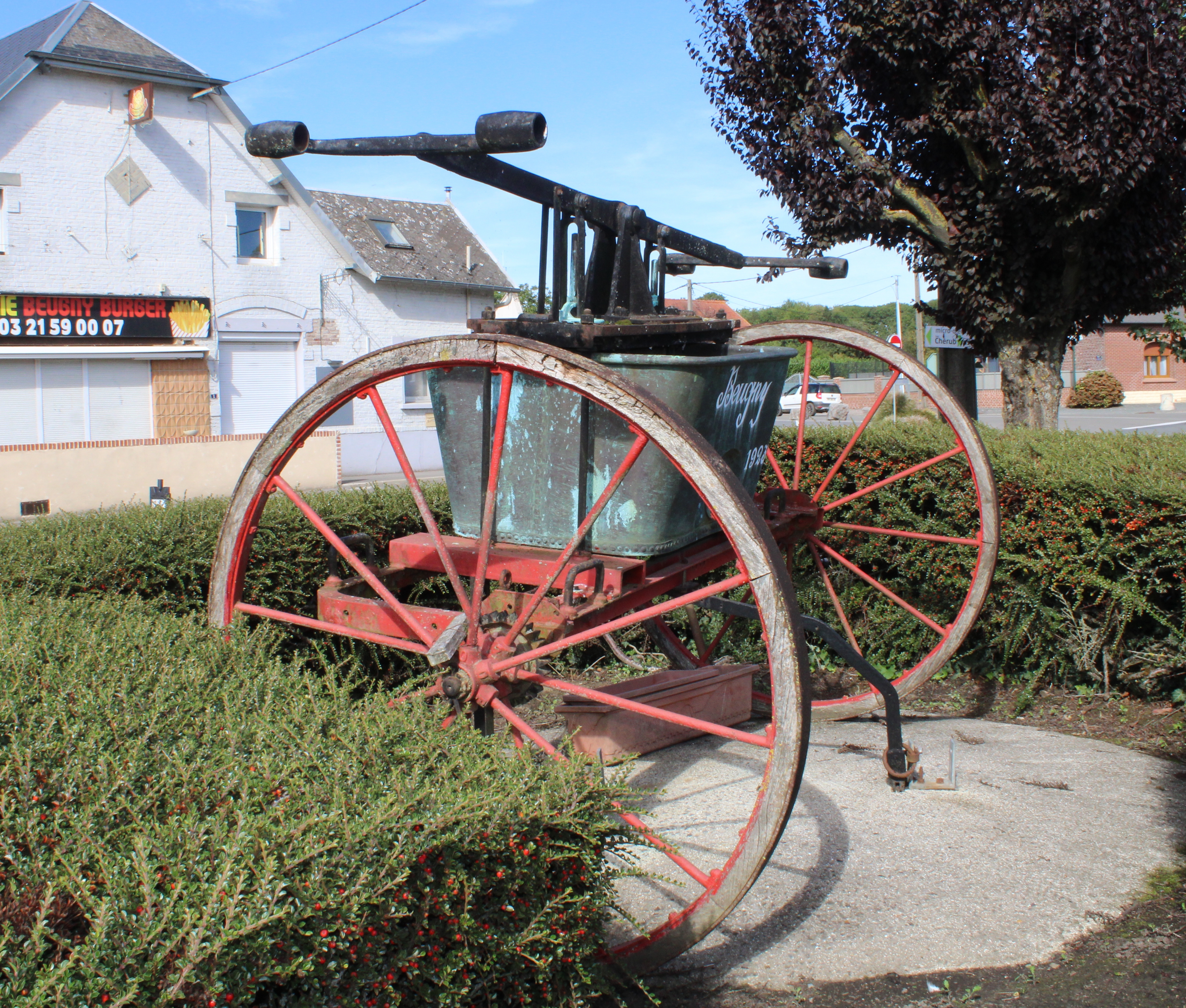
Ancienne pompe à incendie de 1923.
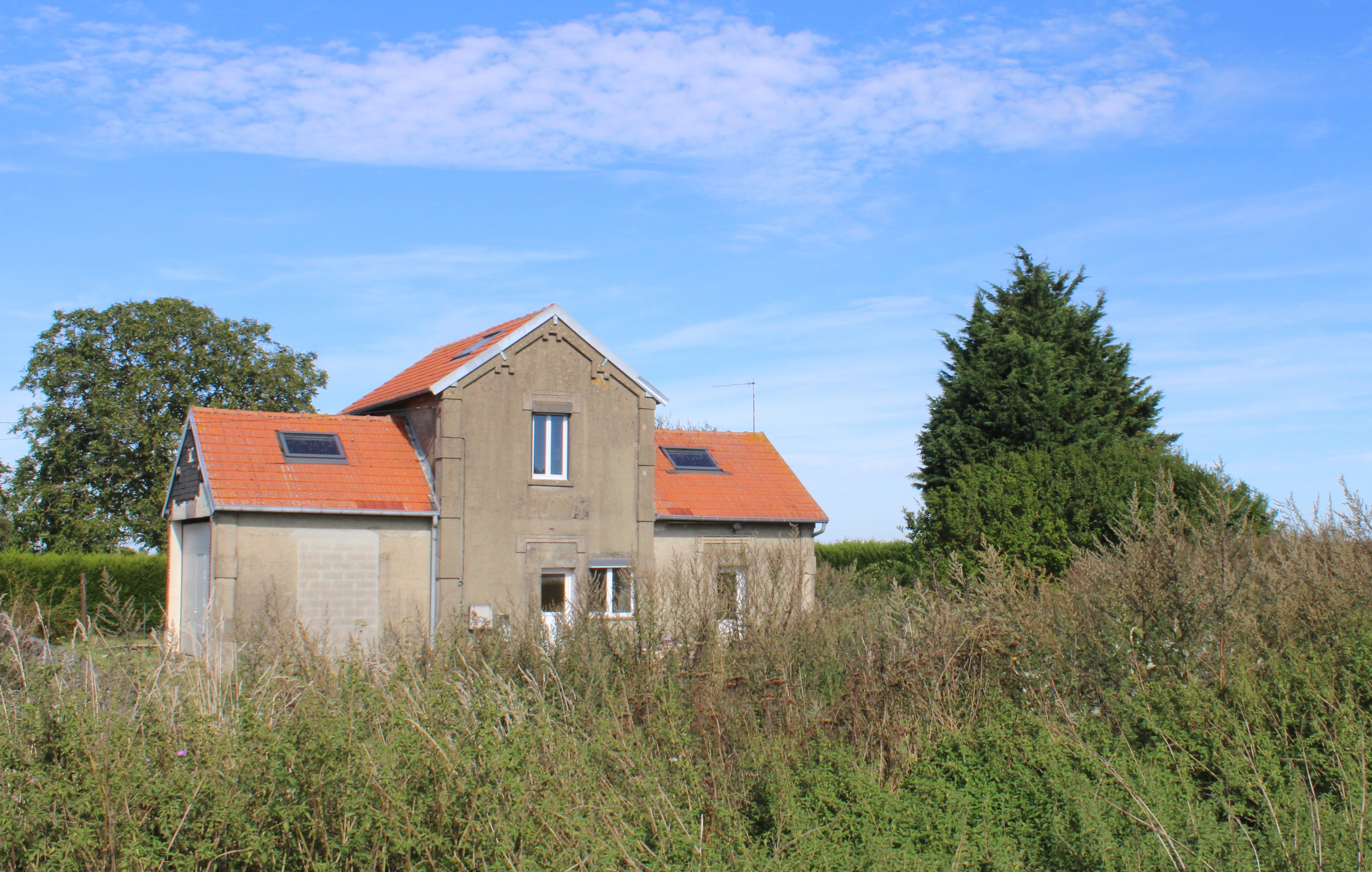
L'ancienne gare.
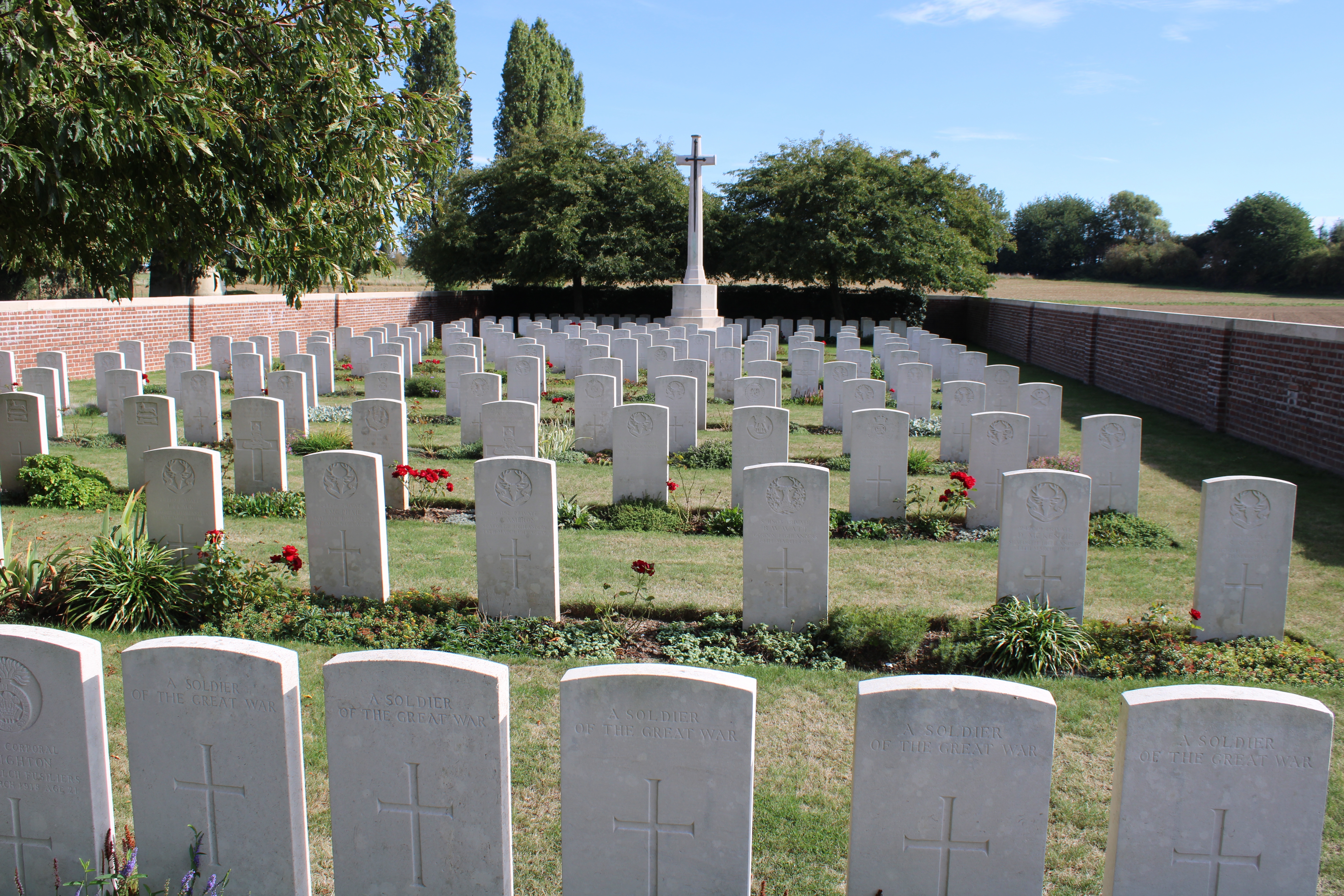
Le cimetière britannique Red Cross Corner Cemetery.
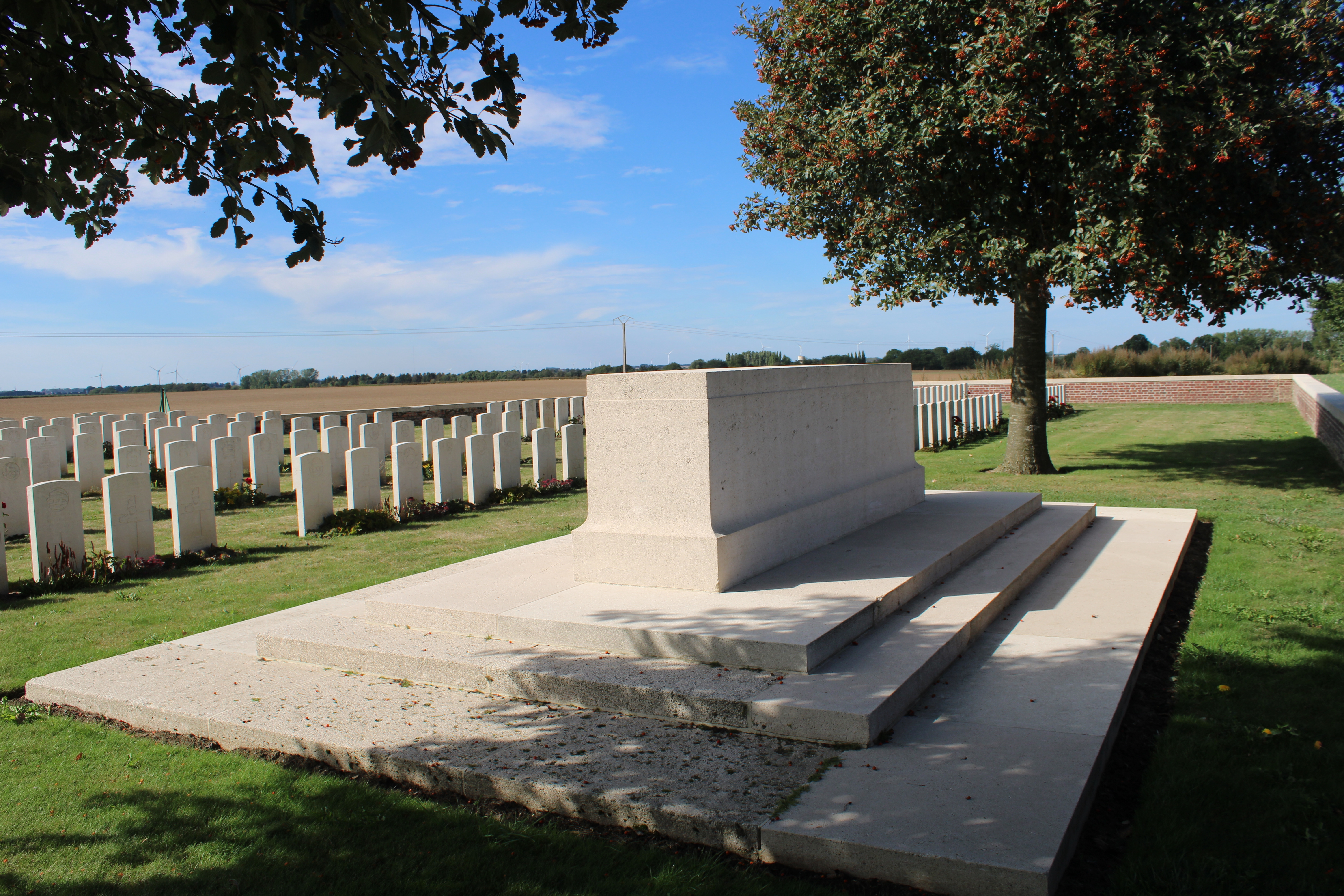
Le cimetière britannique Delsaux Farm Cemetery.

### Personnalités liées à la commune

#### Famille de Beugny
- Louis Léonard de Beugny, seigneur de Bondues, bénéficie le 12 décembre 1771 d'une sentence reconnaissant son appartenance à la noblesse. Il avait obtenu le 25 avril 1771 de lettres données à Versailles le nommant garde des sceaux honoraire du Conseil d'Artois[37].

#### Seigneurs de Beugny
- Geoffroy du Manoir, seigneur de Beugny, est reconnu noble le 25 février 1581[38].

### Héraldique
| Blason de Beugny | Blason  | Tranché : au 1er d'azur à trois aiguières d'or, au 2e d'or à la tour d'azur. Ornements extérieursCroix de guerre 1914-1918 |
| Blason de Beugny | Détails | Adopté par la municipalité en 1996.                                                                                        |

## Pour approfondir